# 飓风伊戈尔
飓风伊戈尔佛得角的一场非常庞大的飓风，也是有记录以来袭击加拿大纽芬兰岛的最具破坏性的热带气旋。伊戈尔起源于 2010年9月6日离开非洲西海岸的广阔低气压。它缓慢的向西移动，于 9月8日发展为热带低气压，此后不久增强为热带风暴。在接下来的几天里，更高的风切变暂时停止了增强。然而在月12日却开始了快速增强，伊戈尔达到了萨菲尔-辛普森飓风风力等级的4级状态。此时，伊戈尔已经开始绕副热带高压脊的西缘进行长时间的转弯。伊戈尔逐渐减弱，然后于9月20日以最小飓风掠过百慕大。系统转向东北后，开始转入为温带气旋的阶段，它在袭击纽芬兰南部后不久就接近尾声了。伊戈尔的残余后来于 9月23日被拉布拉多海上空的另一个温带气旋吸收。
当飓风在公海上空时已产生了巨大的涨潮，导致四人死亡——两人在加勒比地区，一名在纽芬兰，一名在美国。当它以小型的飓风从百慕大西部经过时，损坏主要限于树木和电线。大约有27,500户住宅断电。境内总损失低于50万美元。然而在纽芬兰，伊戈尔却带来了严重的破坏，据称在某些地区是有史以来最严重的。大片道路被洪水完全冲毁，包括部分横贯加拿大公路，隔离大约150个社区。在整个地区，有1人丧生，造成的损失达到创纪录的2亿加元。风暴过后，部署了军事人员以协助恢复工作和援助分发。